# ニンフとサテュロス
『ニンフとサテュロス』（西: Ninfas y sátiros, 英: Nymphs and Satyrs）は、ピーテル・パウル・ルーベンスが1615年頃から1635年頃にかけて制作した絵画である。油彩。
晩年のルーベンスは1635年以降、アントウェルペン郊外に購入した館で毎年のように夏を過ごすようになる。画家としての名声が確立されたこの時期の作品は、当時としては異例なことに、注文主の意向とは無関係に私的な創作意欲を満たすために制作された作品が多く見られる。またルーベンスの作品全体に言えることではあるが、若いエレーヌ・フールマンとの再婚以降の絵画は特に官能性と活力への賛歌が浸透しており、本作品はそうした晩年のルーベンスを代表する作品の1つとなっている。現在はマドリードのプラド美術館に所蔵されている。

## 作品
ルーベンスは自然の中で共存するニンフとサテュロスたちの牧歌的な姿を描いている。前景では若く美しいニンフたちが描かれ、それぞれが魅力的なポーズをとりつつ、豊満な裸体を見せている。鑑賞者に対して背を向けている2人のニンフは大地の恵みと豊かさの象徴である巨大な豊穣の角コルヌ・コピアを支え持っており、その口からは果実があふれ出ている。またその豊かさはコルヌ・コピアだけでなく、果物をたわわに実らせた木々の枝や、成長を続けるねじれた幹、豊満なニンフたちや筋肉質のサテュロスたちの身体によっても表現されている。背景ではニンフとともにサテュロスたちが描かれている。彼らはともに木々に登って、果実をもぎ、その下ではニンフたちが果実を受け止め、あるいは拾い集めている。画面右の洞窟の入口にはアルカディア地方の牧羊神パンが立ち、画面左ではニンフたちが河神の娘であることを示す水甕からとめどなく水が流れ出ている。また鬱蒼と茂る森が途切れ、遠くへ広がる風景を黄昏時の穏やかな光が包んでいる。

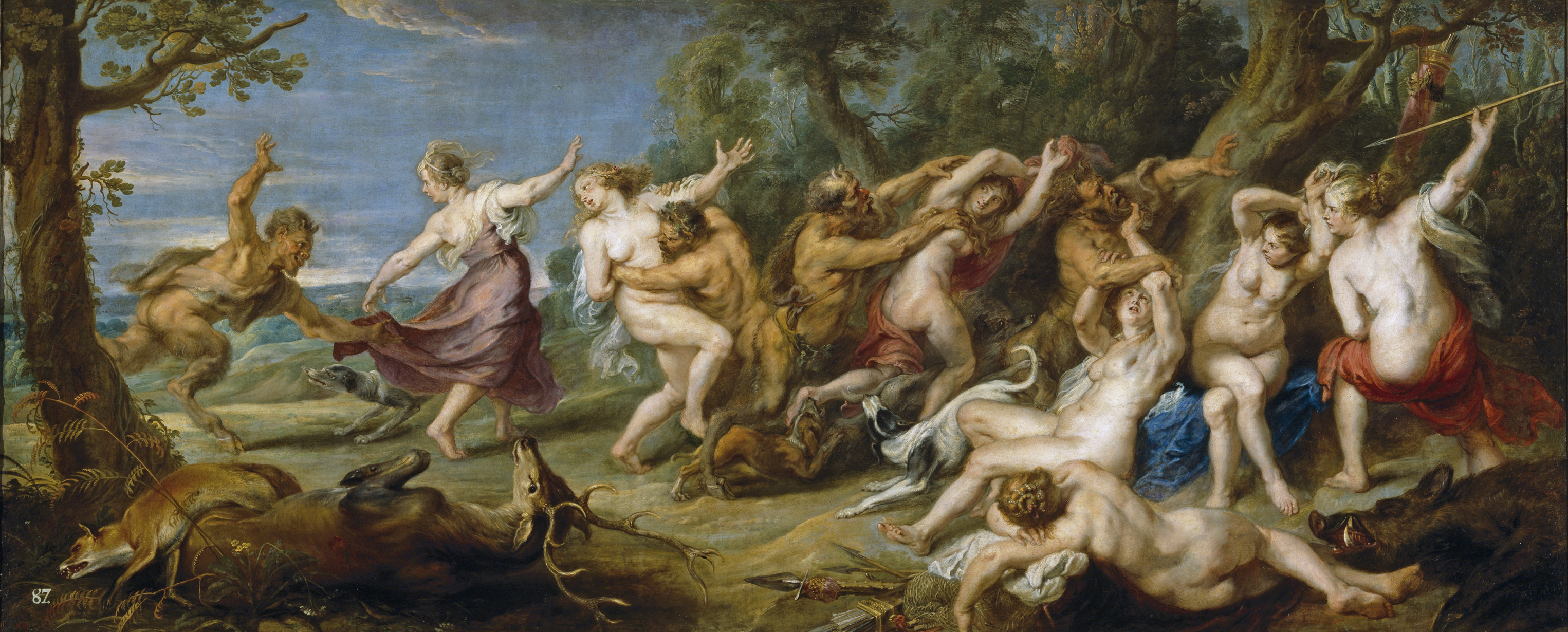
ルーベンス最晩年の作品『ディアナとニンフを驚かすサテュロス』（1639年頃-1640年頃）。プラド美術館所蔵。

ルーベンスは最晩年の1639年から1640年にかけて、スペイン国王フェリペ4世のためにニンフとサテュロスを主題とした別の絵画を制作している。そこではサテュロスがニンフたちを誘拐しようとしており、ニンフたちは逃げ出し、ディアナはサテュロスたちを追い払おうとして槍を構えている。古代の神話においてニンフは泉や川の水源と結びつき、土地に豊穣をもたらす神として崇拝された。一方のサテュロスは野生を象徴し繁殖力と関係のある幻想的な存在である。両者はともに豊かさと関連性を持っているが、ニンフが貞潔な存在であるのに対し、サテュロスは狂騒的かつしばしば暴力的な性的欲求や飲酒と関係しているために、対立的で相容れない存在である。しかし本作品では両者は平和的に共存し、自然の豊かさを享受している。それによってルーベンスは性の欲求と自然との調和あるいは美との融合を表現している。
絵画の着想源としては、古代ローマの詩人オウィディウスが豊穣の角コルヌ・コピアについて言及した『祭暦』5巻121行-124行や『変身物語』9巻87行-88行がある。またルーベンスはプラトン、ホメロス、テオクリトス、ウェルギリウス、ホラティウスといった牧歌文学に魅了されたが、とりわけ本作品は田舎の生活を理想化し、自然を完璧な愛の環境として表現したプラトンの『パイドロス』に触発されたことが指摘されている。
そして最も重要なことは、牧歌的な絵画の先例を生み出したジョルジョーネやティツィアーノ・ヴェチェッリオといった盛期ルネサンスのヴェネツィア派絵画の巨匠から習得した芸術の集大成の1つとして本作品があるということである。それは主題の選択においてだけではなく、技術的な面においても指摘されている。晩年のルーベンスは絵筆を用いないティツィアーノのストロークの技法や、牧歌的な伝統の解釈、裸婦の官能的な表現に特に注意を払った。これらの特徴は本作品において最も顕著に表れているが、プラド美術館で行われたX線撮影が現在の絵画の下に1615年頃まで遡る古い構図があることを明らかにしたことにより、20年の間で主題に対するルーベンスの絵画的アプローチがどう変化したのかを物語る点で特に興味深い。初期の段階では風景は現在ほど重要なウエイトを占めていなかったが、後にルーベンスは森の領域を拡大し、遠景を広げている。またニンフの姿を滑らかな筆遣いと体温を感じさせる色調で柔らかく描き、左端に座っているニンフのように、初期の段階で白い布をまとっていたニンフの胸を露出させるなど裸婦の一部を変更している。

## 来歴
本作品は1640年にルーベンスが死去するまで画家が所有していた絵画の1つであり、ルーベンスの死後、遺産の一部として売却された。当時のインベントリでは『裸のニンフとサテュロス』として記載されている。絵画は1645年にフェリペ4世によって購入された。価格は880フローリンであった。画家の遺産からの購入は30年にわたるスペイン王室による愛顧の集大成を成している。スペインの王室コレクションに加わったのちは17世紀を通じてアルカサルで飾られたが、18世紀に入ると過度な官能性のために王立サン・フェルナンド美術アカデミーで保管されることとなった。その後、1827年にプラド美術館の前身である王立美術館（Real Museo de Pinturas）に所蔵された。

## ギャラリー
ルーベンスの遺産からスペイン王室のコレクションに加わった作品には本作品の他に以下のようなものがある。

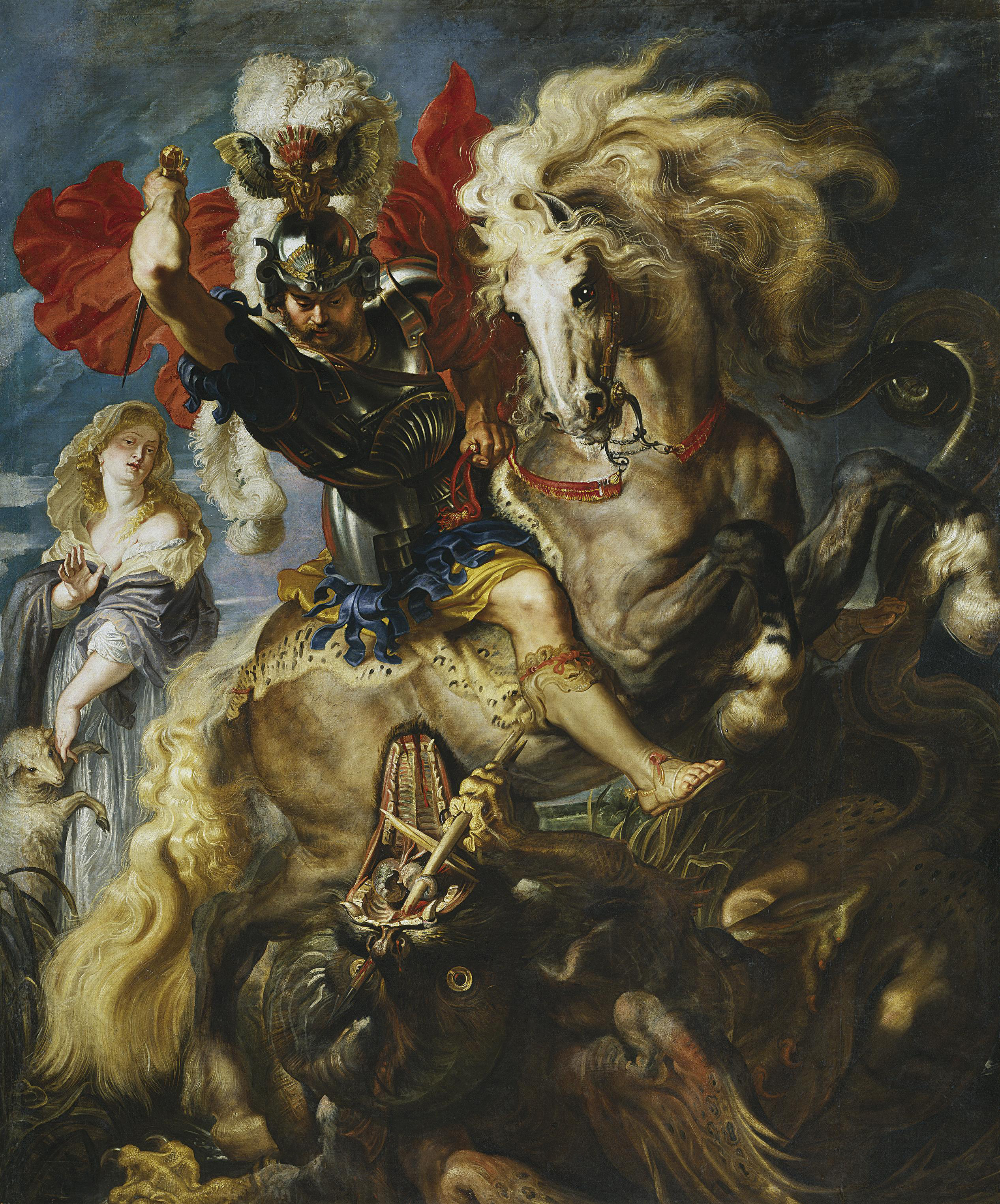
『聖ゲオルギウスと竜』（1606年-1608年頃）
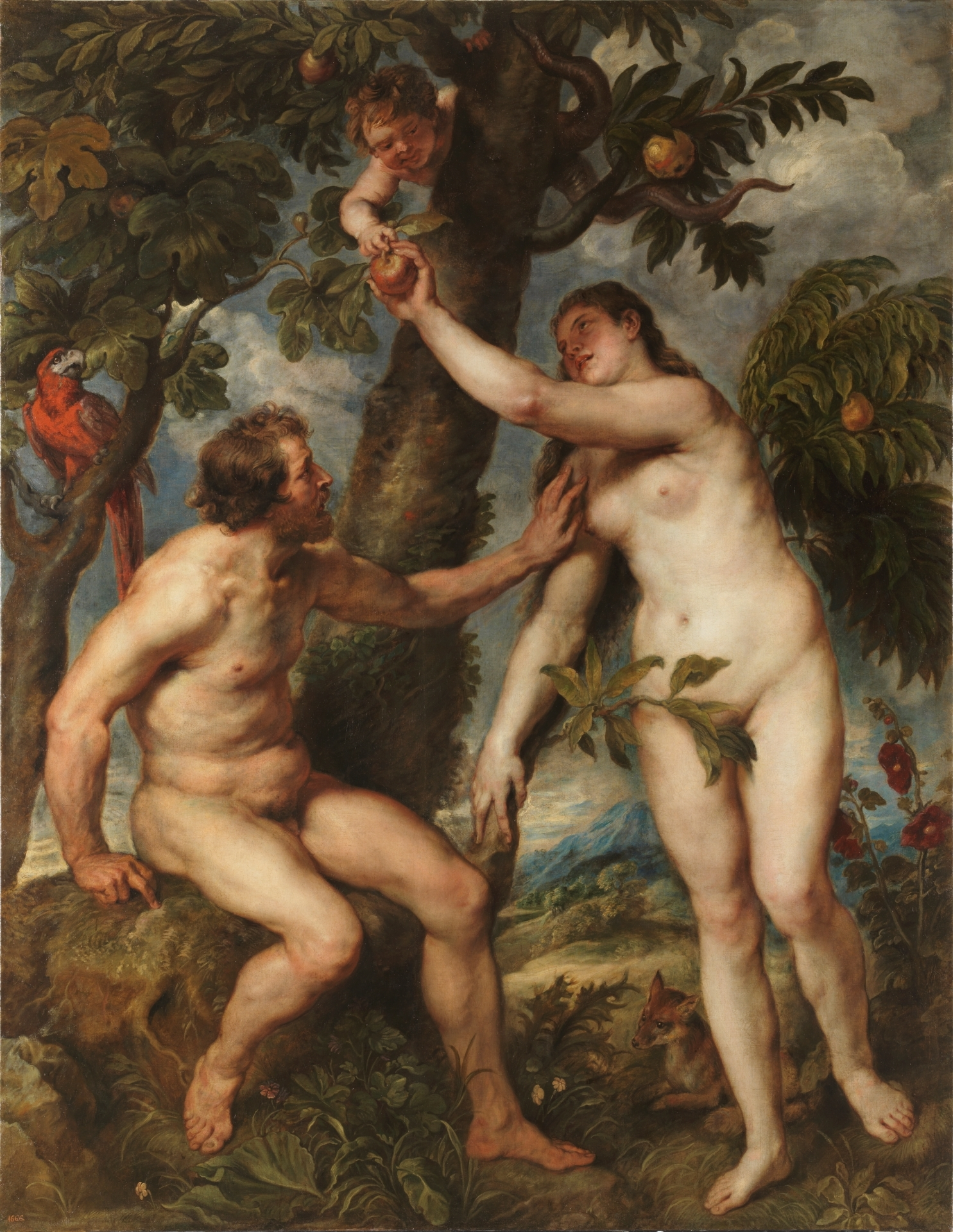
ティツィアーノの模写 『アダムとイヴ』（1628年-1629年）
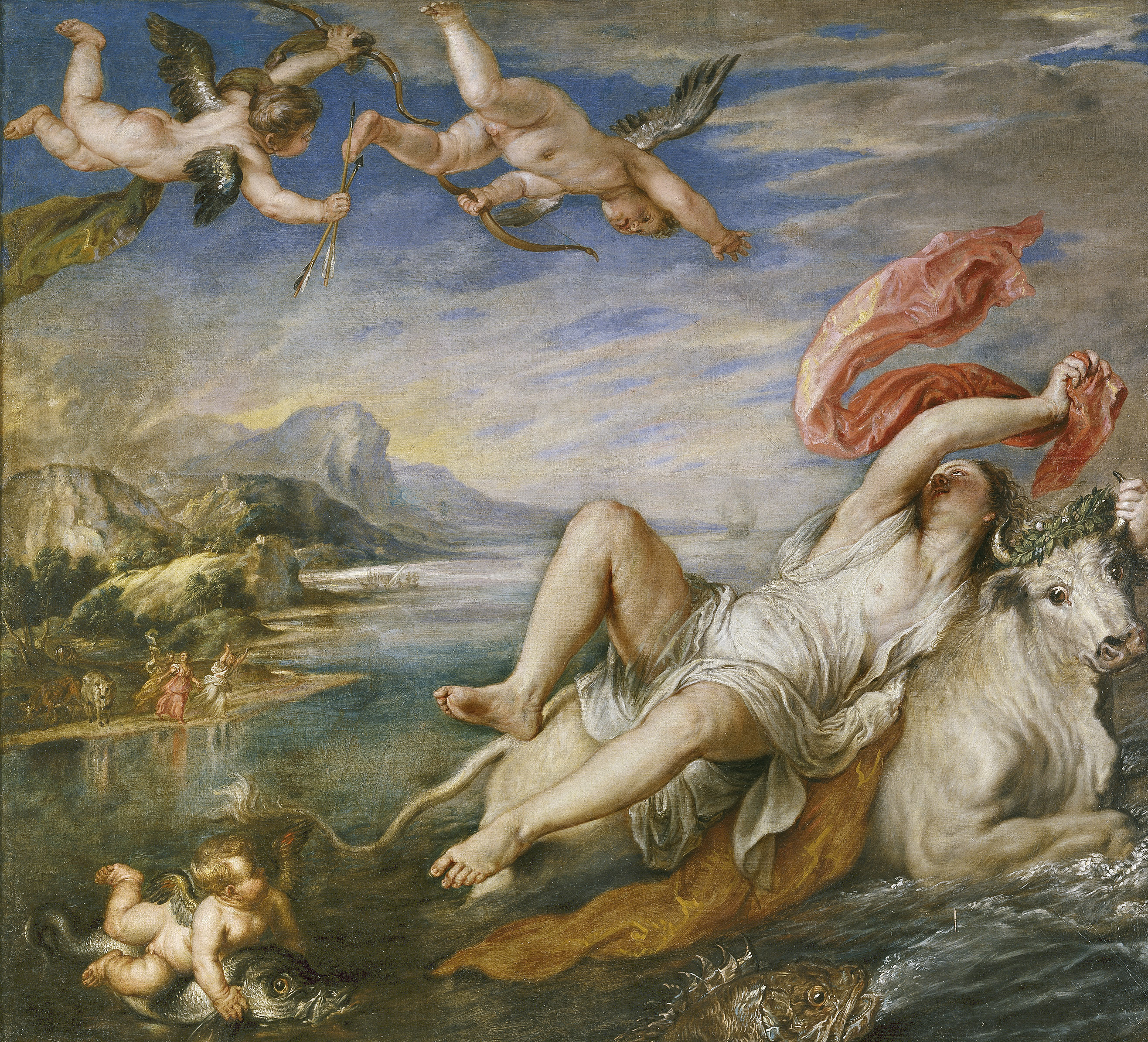
ティツィアーノの模写 『エウロペの略奪』（1628年）
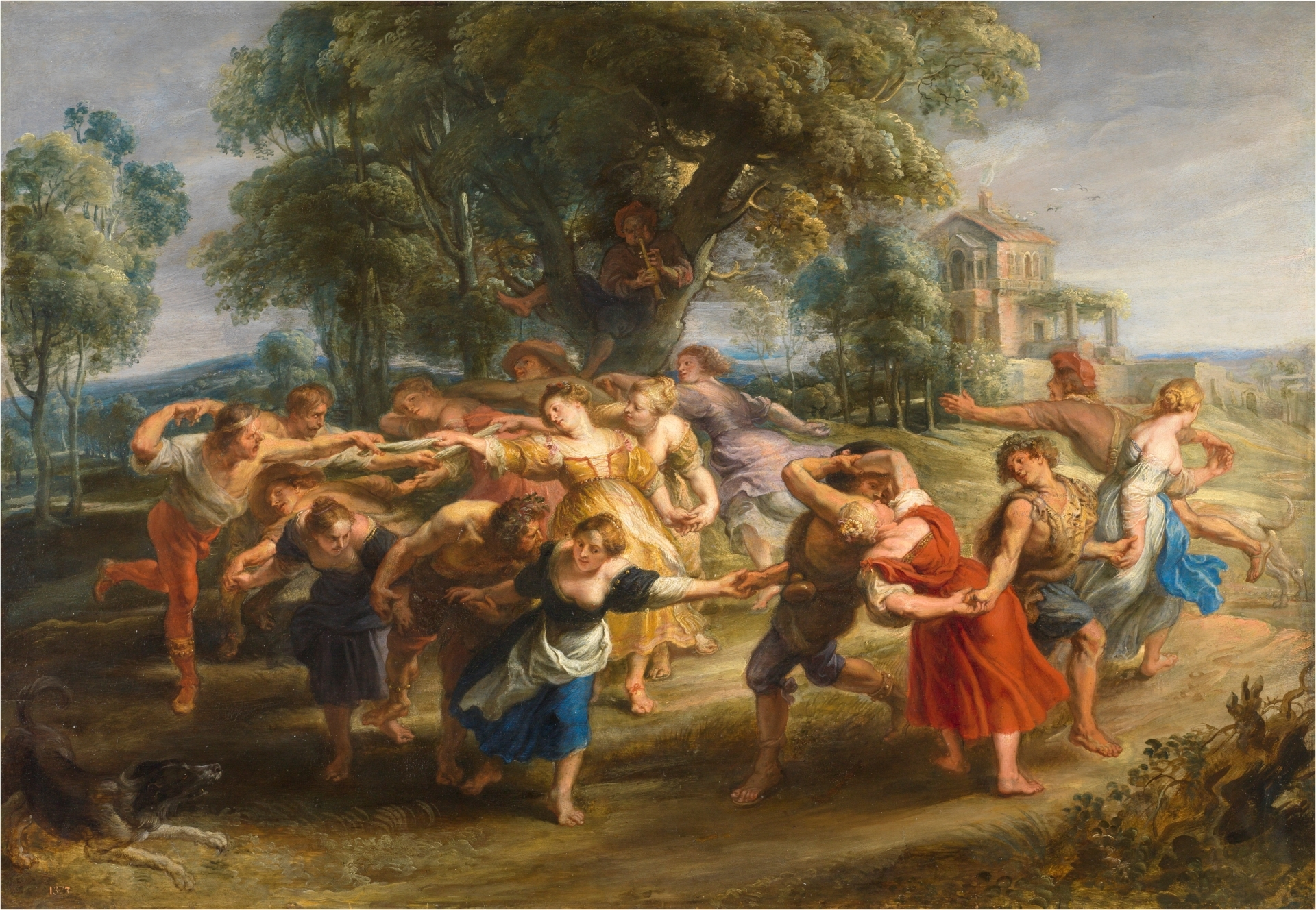
『村人の踊り』（1635年頃）
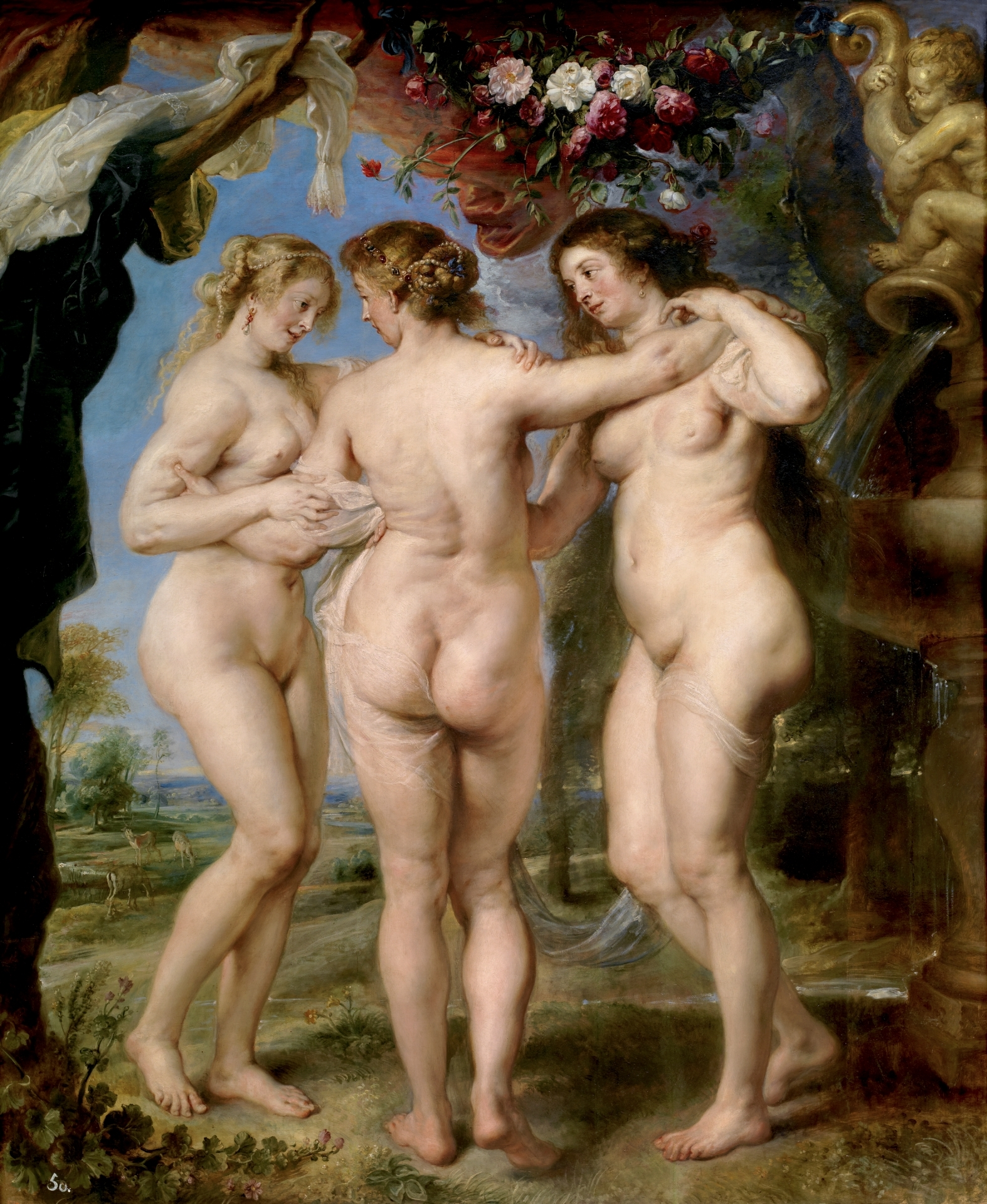
『三美神』（1635年頃）